# Новий Двур (Злотовський повіт)
Новий Двур (пол. Nowy Dwór, нім. Neuhof) — село в Польщі, у гміні Злотув Злотовського повіту Великопольського воєводства.
Населення — 259 осіб (2011).
У 1975-1998 роках село належало до Пільського воєводства.

## Демографія
Демографічна структура станом на 31 березня 2011 року:
|          | Загалом | Допрацездатний вік | Працездатний вік | Постпрацездатний вік |
| -------- | ------- | ------------------ | ---------------- | -------------------- |
| Чоловіки | 132     | 37                 | 90               | 5                    |
| Жінки    | 127     | 39                 | 72               | 16                   |
| Разом    | 259     | 76                 | 162              | 21                   |